# Модель «жизненного цикла» международных норм
Модель «жизненного цикла» международных норм – это теоретическая модель, разработанная Мартой Финнемор и Кэтрин Сиккинк, описывающая процессы эволюции международных норм в рамках конструктивистской теории международной отношений. 
В рамках модели авторами используется традиционное понятие «международной нормы», предложенное в работе Питера Катценштайна, под которым понимаются «стандарты надлежащего поведения для субъектов, обладающих определенной идентичностью».
В ходе «жизненного цикла» международные нормы проходят три этапа:
1.       появление, или зарождение (emergence);
2.       «каскад», или распространение (cascade);
3.       интернализация, или повсеместное принятие (internalization).

## История
Модель «жизненного цикла» норм была разработана в 1990-х годах на волне роста популярности социального конструктивизма, рассматривающего мир через призму норм и идей, и относилась к «первому поколению» исследований норм, ориентированных на изучение процессов развития и распространения международных норм .

## Описание модели
Международные нормы традиционно проходят через три этапа «жизненного цикла», каждый из которых характеризуется наличием определенных политических акторов (actors), обладающих определенными мотивами (motives), использующих определенные доминирующие механизмы (dominants mechanisms).
| Таблица 1: Динамика норм по М.Финнемор и К.Сиккинк |                                            |                     |                                        |                                                         |
|                                                    | Этап 1 Появление норм                      | «Переломный момент» | Этап 2 Каскад норм                     | Этап 3 Интернализация норм                              |
| Акторы                                             | Создатели норм и организационные платформы | «Переломный момент» | Государства, международные организации | Национальные законы, профессиональная сфера, бюрократия |
| Мотивы                                             | Альтруизм, эмпатия                         | «Переломный момент» | Легитимность, репутация, уважение      | Внутригрупповое давление                                |
| Основные механизмы                                 | Фрейминг, убеждение                        | «Переломный момент» | Социализация, институционализация      | Привычность, институционализация                        |

Источник: Finnemore M. Sikkink K. (1998). International Norm Dynamics and Political Change. International Organization. Vol. 52 (4): С.898.

#### Этап появления норм
На первом этапе ключевую роль играют «создатели норм» (norm entrepreneurs) и «организационные платформы» (organizational platform), с которых «создатели» продвигают новые нормы на международном уровне.   К «создателями норм» относятся индивиды, активисты социальных движений, предлагающие новые нормы общественной жизни, а к «организационным платформам» - международные правозащитные НПО и международные организации, обладающие достаточным политическим и экспертным авторитетом для продвижения норм на международном уровне.
Деятельность «создателей» направлена на убеждение государств к переосмыслению старых и принятию новых нормативных структур (деятельность Анри Дюдана по улучшению участи раненых в сухопутных войнах). Основными механизмами на данном этапе выступают создание когнитивных «рамок» для привлечения внимания к проблеме или конструирования самой проблемы, а также методы убеждения.
В силу того, что начало переосмысления норм обществом и государством часто требует от акторов деятельности, оспаривающей существующие нормы (деятельность суфражисток в Великобритании), или же серьезных не окупаемых материальных затрат, то чаще всего мотивами на данном этапе выступают такие человеческие качества как "альтруизм, эмпатия и идейная приверженность".

#### Переломный момент
Если создателям удается убедить «критическую массу» стран (не менее трети государств, включая наиболее значимые с нормативной точки зрения), то норма преодолевает «переломный момент». Критерий отбора стран по значимости варьируется в зависимости от распространяемой нормы, но общим параметром является значимость для дальнейшего распространения нормы на международной арене (участие таких крупных стран-производителей мин как Великобритания и Франция в Оттавском договоре).

#### Этап каскада норм
После преодоления «переломного момента» динамика распространения нормы, действующие лица, механизмы и мотивы трансформируются. Акторами помимо «создателей» и «организационных платформ» становятся сами государства, формализовавшие норму в национальных законодательствах, а основными механизмами, направляющими процесс распространения норм, становится внутригрупповое давление государств (социализация) и закрепление норм в национальном праве (институционализация).
Мотивацией для распространения норм и их принятия служат необходимость внутренней и внешней легитимность, групповой конформизм (авторитет группы государств), необходимость уважение со стороны других государств и ощущение уважение к самому себе.

#### Этап интернализации норм
Принятие нормы подавляющим большинством государств и ее последующая институционализация на национальном уровне должны в конечном итоге привести к интернализации международной нормы – то есть к ее восприятию «за данность» странами, и, соответственно, к ее беспрекословному соблюдению.
Акторами на данном этапе выступают национальные законодательства, представители профессий и бюрократические институты, которые, опираясь на механизмы институционализации и создания ощущения привычности, закрепляют за нормами ощущение «данности». Мотивом на данном этапе выступает внутригрупповое давление как на международном уровне (другие государства), так и на внутригосударственном (общество).

## Критика
Основная критика модели связана с отсутствием разработанного описания этапов "сжимания" и исчезновения общепринятых международных норм. Помимо этого, в теории не до конца проработаны частные механизмы, которые обуславливают процессы принятия и неприятия норм одними различными государствами.

## Дальнейшее развитие
По мере накопления эмпирического материала и развития конструктивистских теорий, было начато критическое осмыслению и пересмотр классических моделей эволюции международных норм. Модель "жизненного цикла", в частности,  легла в основу теории "обратной спирали", разработанной в начале 2010-х г. Р.Хеллер, М.Каль и Д.Писойу, описывающей процесс эрозии либеральных норм и замещения их репрессивными.

## См.также
- Теория международных отношений
- Социальные конструктивизм
- Международное право